# 蓋布澤

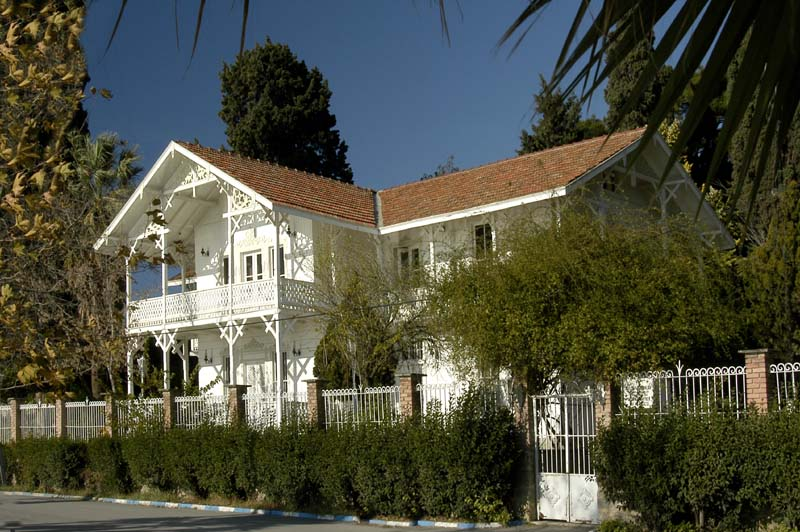

蓋布澤（Gebze）是土耳其的城市，由科賈埃利省負責管轄，位於該國西北部，距離伊斯坦堡30公里，面積604平方公里，主要經濟活動是工業，2010年人口290,868。
比提尼亚王国时期称为利彼萨，汉尼拔的陵墓位于此地。
古希腊
40°48′N 29°26′E / 40.800°N 29.433°E